# Balássy László
Balássy László (Budapest, 1928. június 26. – Budapest, 1990. július 21.) magyar író, költő, újságíró, műfordító. Fia, Balássy Péter (1955) műfordító. A Magyar Írószövetség tagja volt.

## Életpályája
1946–1951 között a Pázmány Péter Tudományegyetem magyar–filozófia–néprajz szakos hallgatója volt. 1951-től az Esztergomi Hittudományi Főiskolán és a budapesti Római Katolikus Hittudományi Akadémián tanult. 1952-ben a budapesti Pedagógiai Főiskolán orosz szakos általános iskolai tanári oklevelet szerzett. 1952–1959 között az Ecclesia Könyvkiadó szerkesztője és a Szent István Társulat irodalmi lektora volt. 1959-től a Magyar Rádió, 1960-tól pedig a Vigilia állandó külső munkatársa volt. 1978–1989 között az Új Ember szerkesztőjeként dolgozott. 1989–1990 között az Új Misszió című lap külső munkatársa volt.
Verseit keresztény életszemlélet jellemezte. Fontosak műfordítói tevékenységei, elsősorban vallásos irodalmat és ifjúsági regényeket fordított. Hangjátékait és mesejátékait a Magyar Rádió sugározta.

## Művei
- Új csillagok felé (versek, Budapest, 1947)
- Jeremiás próféta imádsága (oratórium, bemutató: Magyar Rádió, 1958)
- Ének a hegyen (válogatott versek, Budapest, 1965)
- A tavaszt-hozó kisleány (meseopera, bemutató: Magyar Rádió, 1968)
- Haldokló bilincsek. Szemelvények Afrika és Ázsia irodalmából (versantológia, válogatta, szerkesztette Csanád Bélával, 1968)
- Tiszta kút. Katolikus költők versei (Antológia, szerkesztette, Budapest, 1969)
- Kelj föl és járj! Szemelvények a világirodalom modern katolikus műveiből. I.-II. (Válogatta, szerkesztette: Horváth Lászlóval, 1972)
- Isten ege alatt. Húsz katolikus költő kétszáz verse (válogatta, szerkesztette, 1985)
- Mindig hűségesen. Bogner Mária Margit élete (monográfia, Budapest, 1985)
- A szeretet tanúja. Kaszap István élete (Budapest–Székesfehérvár, 1986; 3. kiad. 1989)
- Apor Vilmos vértanú püspök (Budapest, 1989)
- Balássy László, Szeghalmi Elemér.szerk.: Czoborczy Bence: Csodák között élünk – Művészek vallomásai Istenről, hitről, önmagukról, Koós Gyula fekete-fehér fotóival illusztrálva, Miskolc: Új Misszió (1990)

## Műfordításai
- Nguyen Cong Hoan: A tiszteletreméltó megyefőnök papucsa (novellák, Budapest, 1963)
- Ernesto Cardenal: Élet a szeretetben. Válogatott művek (Válogatta, fordította, Budapest, 1973)
- Doan Gioi: Hajsza a fegyverekért (Ifjúsági regény, Budapest, 1976)
- Alceste Santini: Katolikus kérdés – kommunista kérdés (Mezei Györggyel, Budapest, 1976)
- Ernesto Cardenal: A nyolc boldogság hegyén (Versek, elmélkedések; válogatta, fordította, Budapest, 1977)
- Maximilian Kolbe: Szemelvények Szent Maximilian Kolbe írásaiból (Budapest, 1978)
- Paul Roth: Istennel mindig beszélhetünk. Elmélkedések. (Bécs, 1978; 2. kiadás: Szeged, 1995)
- Ernesto Cardenal: A solentinamei evangélium (Dobos Évával, Budapest, 1985)
- Nicholas Wiseman: Fabiola (Történelmi regény, fordította, átdolgozta, Budapest, 1986; 2. kiadás: 1995)
- Aune von Krane: Mária Magdolna (Regény, Ilyés Antal fordítását átdolgozta, Budapest, 1988)
- Karol Woytila: A bennem növekvő ige (Válogatott írásai, Balássy Péterrel, Budapest, 1990)

## Díjai
- A varsói Interpress "Amicus Poloniae" érme (1979)
- A Magyar Rádió közönségdíja (1982)
- VI. Pál pápa ezüst- és aranyérme (1985)
- A Magyar Rádió Nívódíja (1985)